# I Am Brian Wilson
I Am Brian Wilson: A Memoir è l'autobiografia del musicista e compositore statunitense Brian Wilson, membro fondatore dei Beach Boys. Il libro di memorie venne scritto nel corso di svariati mesi di interviste rilasciate al ghostwriter Ben Greenman. Fu pubblicato negli Stati Uniti dalla casa editrice Da Capo Press l'11 ottobre 2016, un mese dopo l'uscita dell'autobiografia Good Vibrations: My Life as a Beach Boy di Mike Love, altro membro fondatore dei Beach Boys con il quale in passato Wilson aveva avuto diversi contrasti. I Am Brian Wilson sostituisce Wouldn't It Be Nice: My Own Story, la precedente autobiografia di Wilson pubblicata nel 1991 e da lui disconosciuta.

## Antefatti

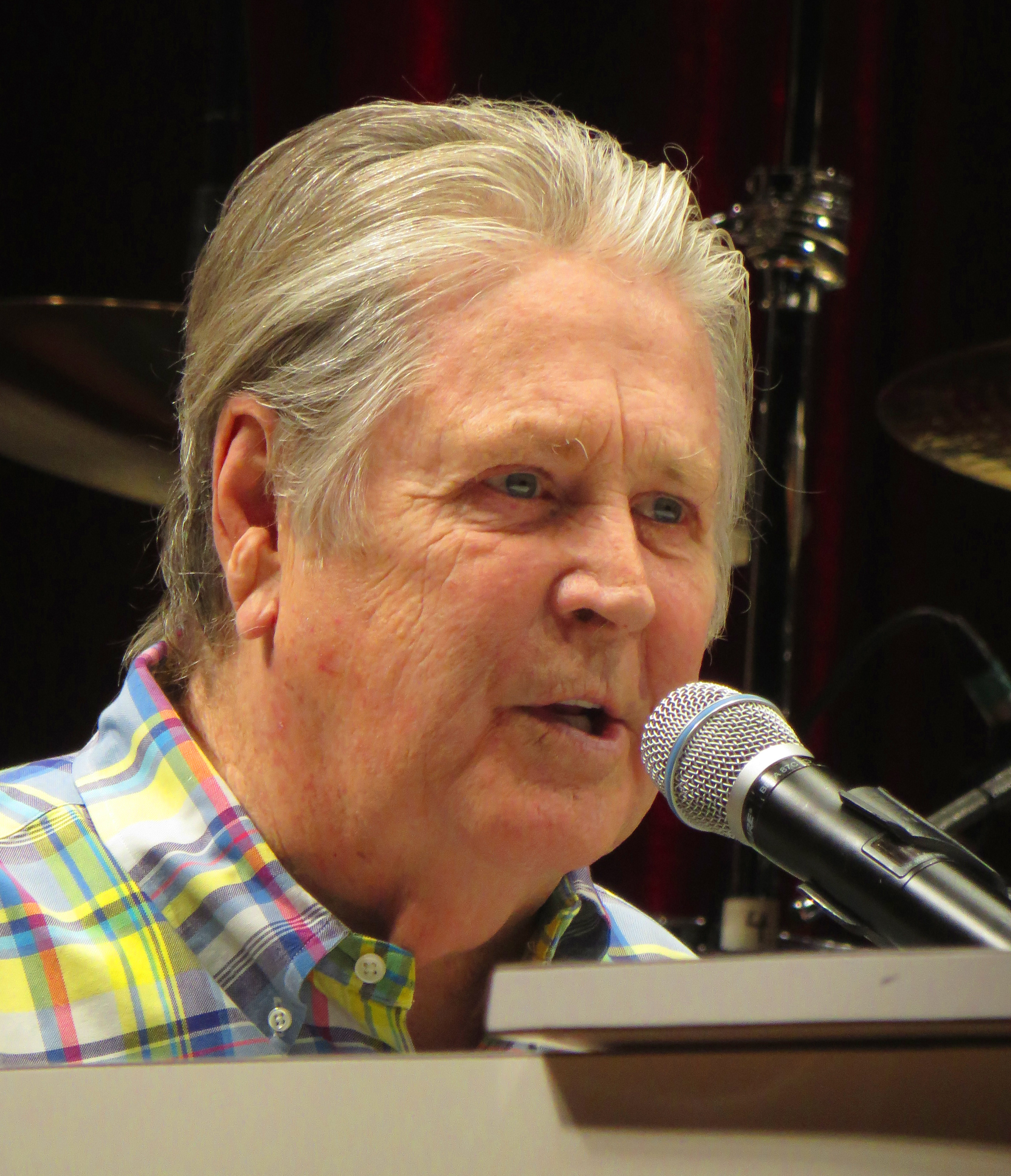
Brian Wilson sul palco nel 2015

L'autobiografia era stata annunciata nell'aprile 2013, indicata come scritta dal giornalista Jason Fine, e in pubblicazione prevista per il 2015 attraverso la Coronet Books. Mentre il sito web ufficiale di Wilson descrisse il libro in uscita "la prima descrizione in assoluto degli epici alti e bassi della vita di Brian", il The Guardian fece notare che il precedente Wouldn't It Be Nice: My Own Story aveva già raccontato in gran parte la sua storia. Tuttavia, l'autobiografia del 1991 veniva considerata "controversa" dallo stesso Wilson, e inoltre non prendeva in considerazione la rinascita della sua carriera solista negli anni duemila.
Nel giugno 2015, Wilson dichiarò: «Un tizio si è tirato fuori dal progetto del libro, quindi lo sto scrivendo con qualcun altro. Deve essere fatto». Nel febbraio 2016, fu riportata la notizia che il libro era "in lavorazione da anni e [ha] già visto almeno un coautore assunto e licenziato". Wilson disse che il libro era pronto per "tre quarti" ed era stato scritto in collaborazione con Ray Lawlor. Egli paragonò il processo di scrittura alla terapia, dicendo: «Ci sono molti ricordi che accompagnano il mio libro. Devo far convivere i bei ricordi con quelli brutti».
Alla fine il libro fu completato con l'aiuto dello scrittore newyorchese Ben Greenman. Secondo Wilson, la stesura comprese molte interviste telefoniche nel corso di otto mesi, con telefonate di almeno 40 minuti ciascuna. Così Greenman mise insieme l'opera. Quando gli venne chiesto come aveva fatto a sopperire al suo cronico problema di non avere alcun ricordo di determinati eventi, Wilson rispose: «Beh, il libro doveva essere veritiero. Prima abbiamo fatto il film [Love & Mercy del 2015], che è veritiero ma include anche alcune parti che sono finzione cinematografica, e che però mi hanno aiutato a ricordare alcuni episodi reali. Questo mi ha aiutato a scrivere il libro, che è quasi del tutto verità. Spero che la gente possa empatizzare con esso, perché non c'è nulla di finto, per quanto strano possa sembrare. È tutto vero!».

## Controversie
C.W. Mahoney del Free Beacon mise fortemente in dubbio che l'autore del libro fosse proprio Brian Wilson, e che l'opera fosse più attendibile rispetto alla precedente Wouldn't It Be Nice: My Own Story del 1991. Il giornalista David Hepworth scrisse inoltre che è un libro "a senso unico", "influenzato dalla moglie e manager di Wilson, Melinda". Già nel 2014, il progetto era stato accolto con scetticismo dall'ex collaboratore di Brian Wilson Van Dyke Parks, che interrogato in proposito rispose via Twitter: "Non mi sembra molto una auto-biografia!". Quando a Mike Love venne chiesto dei commenti negativi su di lui espressi da Wilson nel suo libro, Love rispose: «Brian non è responsabile della sua vita, come invece lo sono io della mia. Ogni sua mossa è orchestrata da altri e di molte delle cose che pretende di raccontare, non esistono prove. Ma non mi piace nemmeno esercitare un'indebita pressione su di lui, perché so che ha molti problemi. Per compassione, non rispondo a tutto ciò che è presumibilmente detto da lui». Per quanto sia dato di sapere, Love non ha ancora mai letto il libro di Wilson.